# Dedoplistskaro (stad)
Dedoplistskaro (Georgisch: დედოფლისწყარო, Koninginnenbron) is een stad in het zuidoosten van Georgië met 5.490 inwoners (2024), gekegen in de regio Kacheti. Dedoplistskaro is het bestuurlijk centrum van de gelijknamige gemeente en ligt hemelsbreed ongeveer 120 kilometer zuidoostelijk van hoofdstad Tbilisi. De stad is gesitueerd op een hoogte van ongeveer 830 meter boven zeeniveau in het Iori-hoogland aan de voet van het zuidoostelijke uiteinde van het Gomborigebergte. Dedoplistskaro was op verschillende momenten in de Georgische geschiedenis een belangrijke militaire locatie ter verdediging van de Georgische buitengrenzen. Deze functie heeft het al lange tijd verloren.

## Toponiem
Het toponiem Dedoplistskaro is sinds de hoge middeleeuwen gedocumenteerd en betekent letterlijk koninginnenbron, wat volgens een legende zou verwijzen naar koningin Tamar. Zij bezocht samen met haar tweede echtgenoot David Soslan het gebied en verbleef in het fort Chornaboedzji. Ze zou het bronwater op een nabijgelegen berg uit een gouden beker hebben gedronken wat ze zo lekker vond dat ze beval het water naar het kasteel te brengen om de oorspronkelijke bron niet te vernielen. In hetzelfde jaar werd het water via kleipijpen naar de omgeving van het fort gebracht, wat leidde tot de naam Dedoplistskaro, oftewel Koninginnenbron.

## Geschiedenis

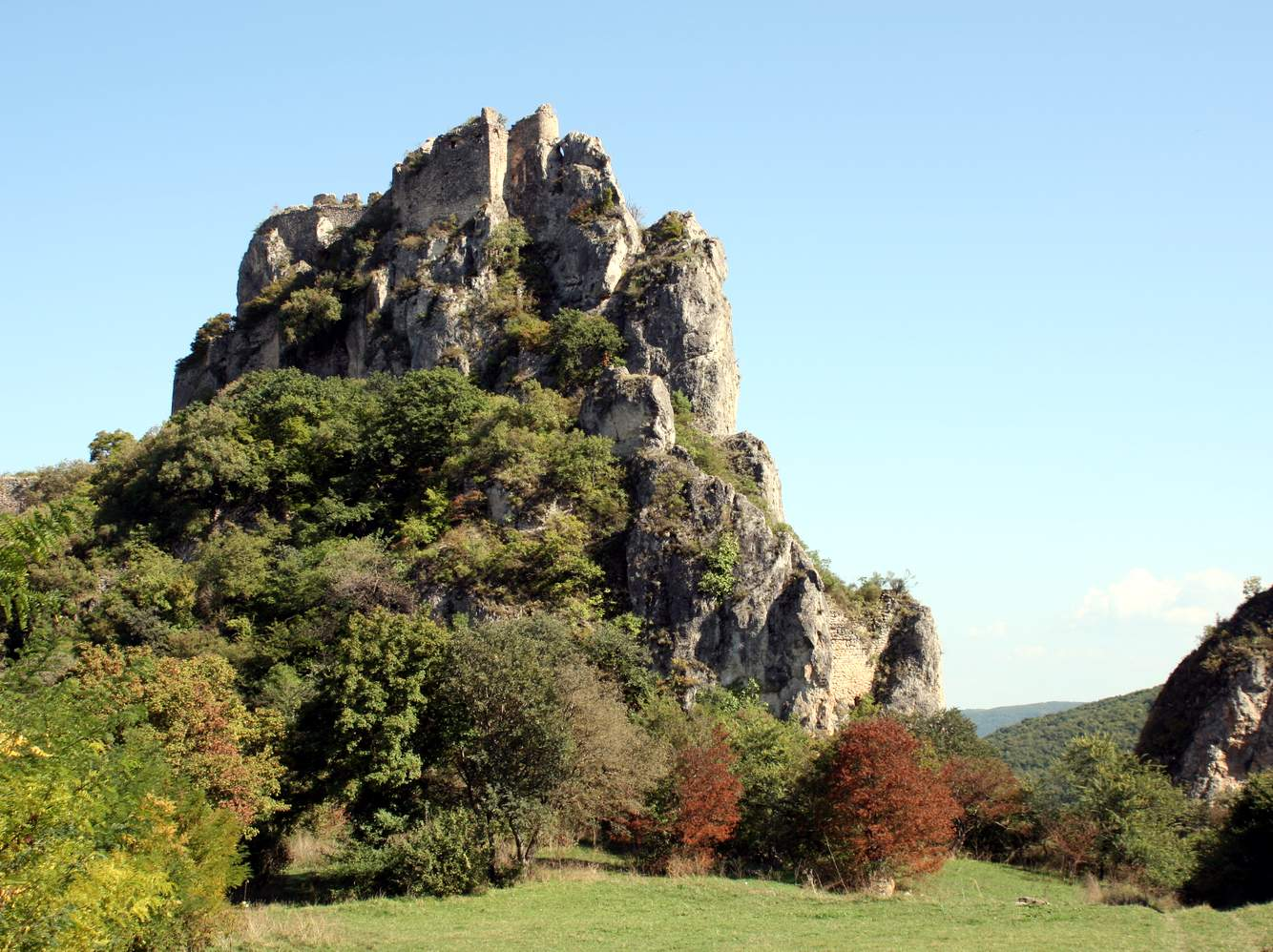
Vroeg-middeleeuws Chornaboedzji-fort boven Dedoplistskaro

Dedoplistskaro heeft historisch een militaire oorsprong. Niet alleen tijdens de expansie van het Russische Rijk in de 19e eeuw was het een belangrijke militaire post, maar in de late 11e eeuw liet koning David de Bouwer hier een militaire buitenpost van het Koninkrijk Georgië bouwen. Een paar kilometer ten noorden van Dedoplistskaro stond al vele eeuwen de burcht Chornaboedzji op een rots in het Gomborigebergte.

### Russisch militair kamp
Kort na de Russische annexatie van het Koninkrijk Kartli-Kachetië werd in 1803 een militaire post in Dedoplistskaro gevestigd en werd de naam veranderd in het Russische Tsarski Kolodtsi (Царские Колодцы, Koninklijke Bron). Dedoplistskaro was gedurende de Kaukasusoorlog in de eerste helft van de 19e eeuw een belangrijk onderdeel in de verdedigingslinie tegen Dagestaanse invallen. De Spaanse militair Juan Van Halen was gedurende zijn ballingschap in Rusland enige tijd in Dedoplistskaro gestationeerd en deed mee tijdens de Kaukasusoorlog, tot hij in 1821 naar Spanje terugkeerde.
De Baltisch-Duitse geoloog en natuuronderzoeker Karl Eichwald verbleef rond 1830 enige tijd in Dedoplistskaro en omgeving en vond op verschillende plekken olie aan de oppervlakte. Deze olie werd zowel in de 19e eeuw als onder het Sovjet-regime in beperkte mate gewonnen. Russische soldaten bleven na het eind van de Kaukasusoorlog in en rond Dedoplistskaro wonen, en trokken meer Russische kolonisten aan die zich vestigden rond waterbronnen in de directe omgeving. In 1857 werd besloten dat de Kaukasische militaire nederzettingen omgevormd zouden worden tot civiele nederzettingen. Dit gold niet voor Dedoplistskaro, waar bewoners verplicht bewapend bleven.

### Districtscentrum

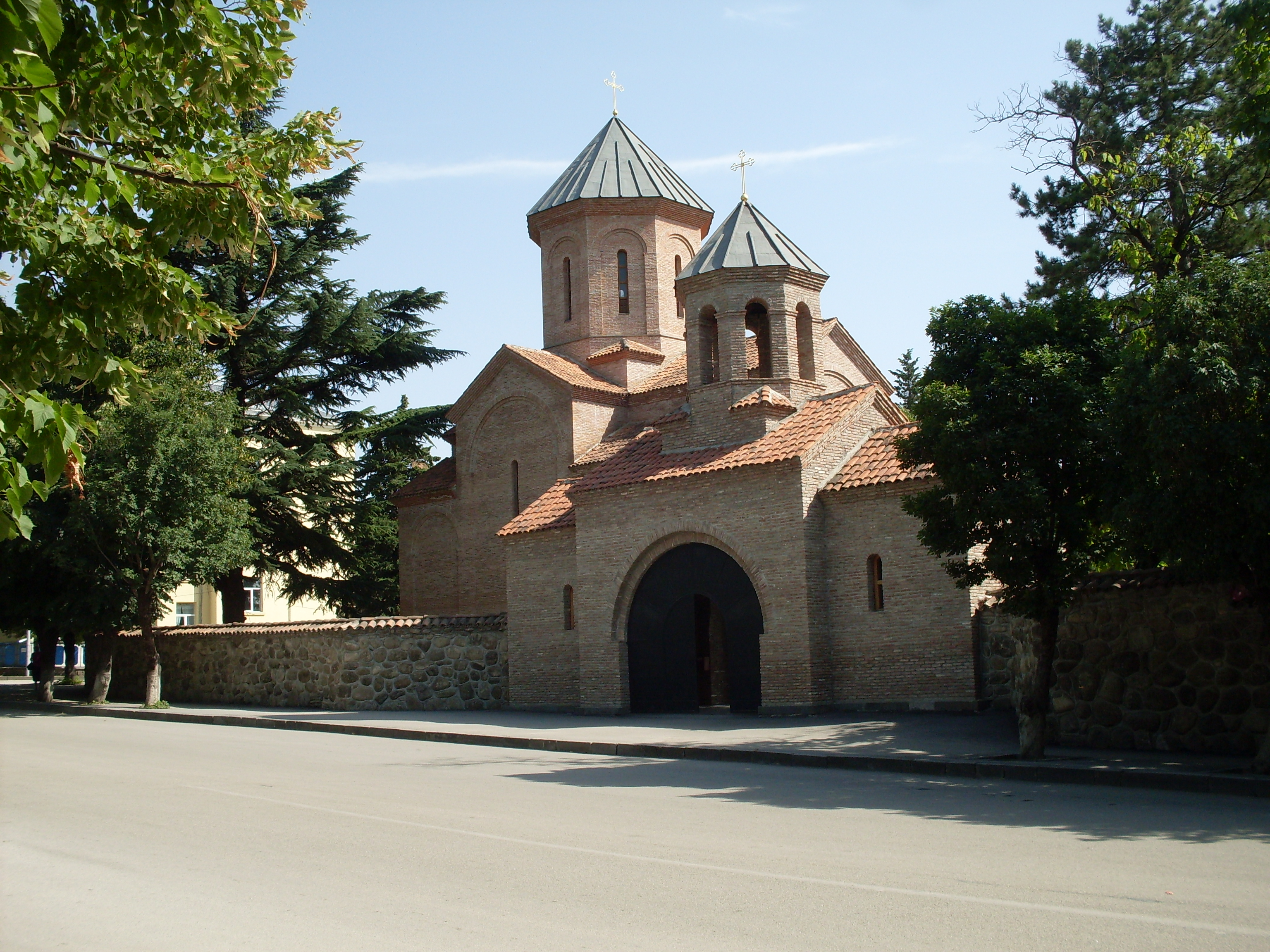
Maria Hemelvaartskerk uit 2005

De naam van de nederzetting werd in de jaren 1920 gewijzigd naar het minder aristocratische en meer communistische Tsiteli-Tskaro (წითელწყარო, Russisch: Цители-цкаро), wat vertaalt als Rode Bron. In 1938 werd Tsiteli-Tskaro het bestuurlijke centrum van het nieuwe gelijknamige rajon. Op 28 december 1938 kreeg Tsiteli-Tskaro de status 'nederzetting met stedelijk karakter' (Russisch: Посёлок городского типа, Posjolok gorodskogo tipa) met zich meebracht, en in 1963 volgde de promotie naar stad.

### Kacheti-spoorlijn
In 1951 opende in Tsiteli-Tskaro een spoorwegstation. Tsiteli-Tskaro was het eindpunt van een nieuwe 89 kilometer lange aftakking van de Kacheti Spoorlijn vanaf het dorp Katsjreti in de gemeente Sagaredzjo. De passagiersdienst werd in de jaren 1990 opgeschort, net als de Kachetilijn zelf naar Telavi. Sindsdien wordt er nog wel een wekelijkse goederendienst op Dedoplistskaro onderhouden. Regelmatig wordt geopperd de passagiersverbinding weer tot leven te wekken.

## Demografie
Begin 2024 had Dedoplistskaro 5.490 inwoners, een daling van ruim 7% sinds de volkstelling van 2014. De dorpen Samreklo en Chornaboedzji liggen direct aan Dedoplistskaro, waarmee de hele gecombineerde bebouwde kom van de drie plaatsen met ruim 9900 inwoners bijna de helft van de gemeentelijke inwoners telt.
De bevolking van Dedoplistskaro bestond volgens de volkstelling van 2014 voor 91% uit Georgiërs. De grootste groepen etnische minderheden zijn Armeniërs (4,1%), Russen (2,8%), Azerbeidzjanen (1,1%) met kleine aantallen Pontische Grieken en Oekraïners.
| Aantal                                                           | 4.126 | 5.569 | 8.492 | 9.026 | 9.460 | 10.249 | 7.724 | 5.940 | 5.737 | 5.490 |
| Verantwoording data: Bevolkingsstatistiek Georgië 1897 tot heden |       |       |       |       |       |        |       |       |       |       |

## Bezienswaardigheden

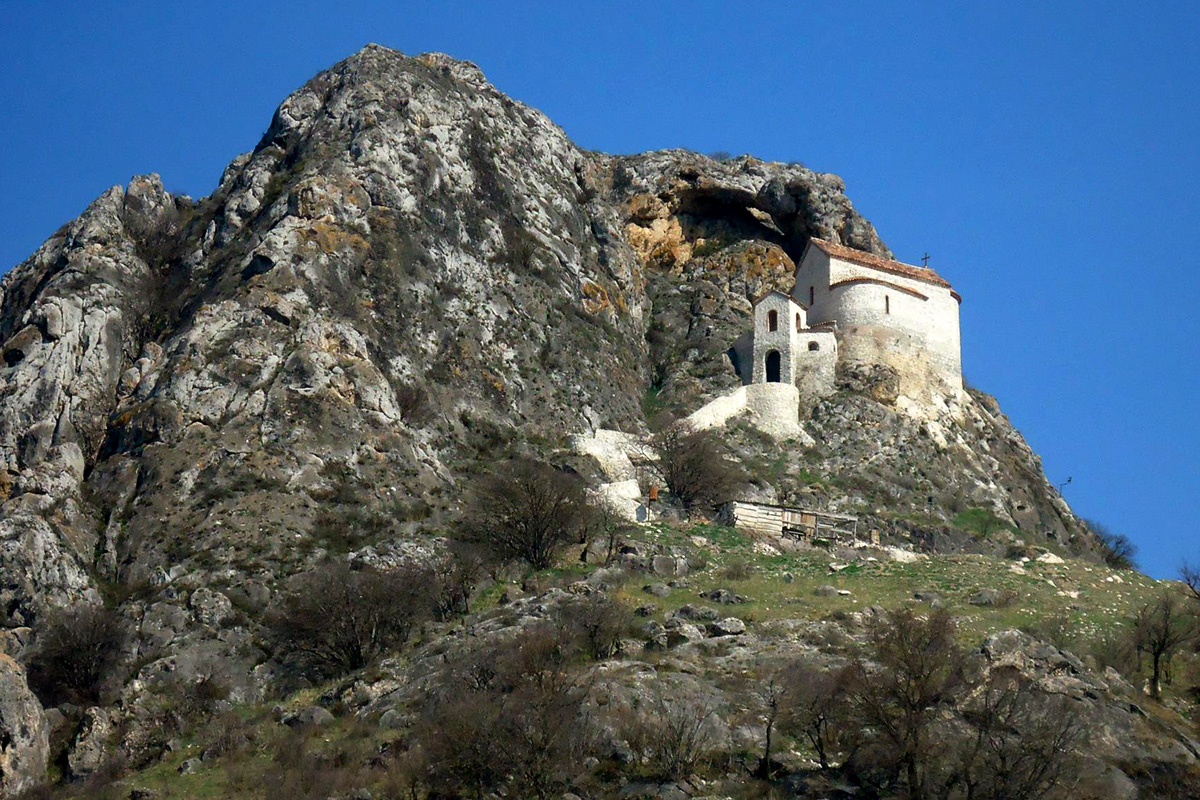
Eliasklooster

Seraffijnenkerk

De stad Dedoplistskaro zelf is weinig bijzonder, maar net erbuiten zijn wel een aantal cultuur-historische bezienswaardigheden.
- Chornaboedzjikasteel, een burcht in het Gomborigebergte bij de stad waarvan de oudste beschrijvingen teruggaan tot de 5e eeuw.[16][17]
- Natuurmonument Artsivikloof. Een kalksteen-kloof in het Gomborigebergte, drie kilometer ten noorden van Chornaboedzji en Dedoplistskaro waar arenden en gieren gezien kunnen worden.[18]
- Eliasklooster, een klooster gebouwd tegen een kenmerkend uit het landschap oprijzende kalksteenrots. Al in de 6e eeuw moet hier een christelijke kapel hebben gestaan. Het huidige klooster, dat in de periode 2004-2006 is gerestaureerd, zou uit de 16e eeuw stammen.[19][20]
- Russische Seraffijnenkerk uit het begin van de 20e eeuw. Deze kruiskoepelkerk met de binnenafmetingen van 17x13 meter staat aan de zuidoostelijke rand van de stad. De koepel werd inde Sovjetperiode gesloopt, maar is sindsdien weer gerestaureerd.[21]

## Vervoer
Er is slechts één nationale route die Dedoplistskaro met de rest van het land verbindt, de Sh39 die naar de internationale route S5 Kacheti Highway leidt. De Sh39 voert vanaf Dedoplistskaro in oostelijke richting nog naar Kvemo Kedi, het laatste dorp in de Sjirakivlakte.

## Stedenbanden
Dedoplistskaro onderhoudt stedenbanden met:
- Kreminna, Oblast Loehansk, Oekraïne (sinds april 2022 bezet door Rusland)
- Stanytsia Loehanska, Oblast Loehansk, Oekraïne (sinds maart 2022 bezet door Rusland)
- Kwidzyn, Polen

## Geboren
- Oleksi Arestovytsj (1975), voormalig Oekraïense inlichtingenofficier, blogger, acteur, politiek en militair columnist. Kreeg in 2022 bekendheid als adviseur in het kabinet van president Zelensky door de dagelijkse briefings die hij hield over de Russische invasie van Oekraïne.[23]